# Gherardo Silvani

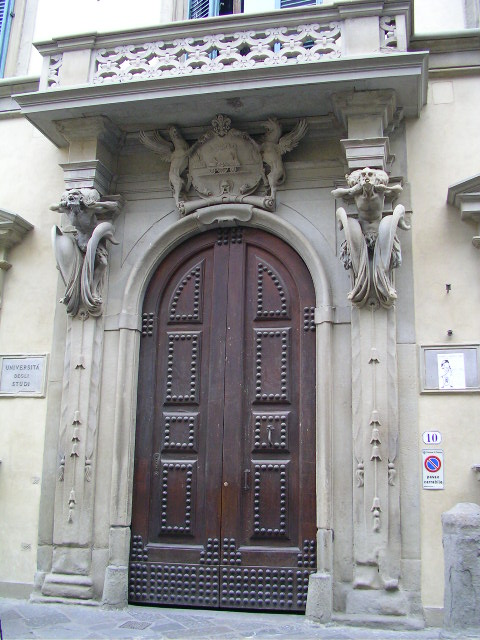
Il fantasioso portale di Palazzo Fenzi, in via San Gallo 10, a Firenze

Gherardo Silvani (Firenze, 14 dicembre 1579 – Firenze, 23 novembre 1675) è stato un architetto e scultore italiano.

## Biografia
Fu tra i più importanti e attivi artisti del Seicento dell'area fiorentina. Diffuse il suo stile che si ispirava saldamente al manierismo toscano (Bernardo Buontalenti, Bartolomeo Ammannati...) rifiutando le estrosità forse troppo appariscenti del barocco romano: è anche dovuto alla sua opera che a Firenze e nei dintorni non attecchì mai una barocco vero e proprio, favorendo uno stile più sobrio.
Divenne architetto di corte con il figlio Pierfrancesco e le sue opere sono molteplici e testimoniano il favore che il suo lavoro ebbe presso la committenza: Palazzo Corsini al Prato, Palazzo Capponi-Covoni, Palazzo Fenzi, Palazzo Pallavicini, Palazzo di San Clemente.
Tra le architetture religiose progettò il baldacchino della Basilica di Santo Spirito, la ristrutturazione delle chiese di  San Frediano in Cestello, San Simone, Sant'Agostino, e Santa Maria Maggiore; soprintese ai lavori nella chiesa di San Gaetano, creò il portico di Santa Margherita, ecc.
Fu anche un apprezzato progettista di giardini e fu chiamato a disegnare diverse ville nei dintorni di Firenze. Lavorò anche a Prato, Pistoia, Volterra e a Vallombrosa.
Morì quasi centenario e fu attivo fino alla vecchiaia.